# 10002 Баґдасаріян
10002 Баґдасаріян (10002 Bagdasarian) — астероїд головного поясу, відкритий 8 жовтня 1969 року.
Тіссеранів параметр щодо Юпітера — 3,185.